# James Gaylyn
James Gaylyn (ur. 9 stycznia 1954 w Louisville) – amerykański aktor filmowy, telewizyjny i głosowy.

## Filmografia

### Filmy
- 2002: Atomowa burza – doktor Martin Jennings
- 2003: Jedno życzenie – burmistrz
- 2003: Konkurs kulinarny – Longo
- 2005: Prawdziwa historia – strażnik celny
- 2006: Wendy Wu – pan Medina
- 2007: Most do Terabithii – dyrektor Turner
- 2009: Avatar – członek centrum operacyjnego
- 2018: Meg – David E. Jordan

### Seriale
- 2000: Xena: Wojownicza księżniczka – Petracles
- 2003: Power Rangers Ninja Storm – dawny sensei Akademii Ninja Wiatru
- 2005: Power Rangers S.P.D. – właściciel sklepu (odcinek 23)
- 2008: Miecz Prawdy – komandor Trimack
- 2009: Power Rangers RPM – pułkownik Mason Truman
- 2010: Pacyfik – Tee
- 2016: Power Rangers Dino Charge – pan Watkins
- 2020: Power Rangers Beast Morphers – pułkownik Mason Truman

### Role głosowe
- 2004: Power Rangers Dino Grzmot –
  - Zeltrax,
  - Goldenrod
- 2005: Power Rangers S.P.D. –
  - Orange Head,
  - Generał Benaag,
  - Zeltrax
- 2006: Power Rangers: Operacja Overdrive –
  - Volcon,
  - Cheetar
- 2014: Power Rangers Super Megaforce – generał Peluso